# Antun Sorkočević
Antun Sorkočević (tal: Antonio Sorgo) (Dubrovnik, 24. prosinca 1775. – Pariz, 14. veljače 1841.), hrvatski diplomat, književnik i skladatelj, pripadnik dubrovačke vlastelinske obitelji Sorkočevića. Bavio se i političkom poviješću, jezikom i narodnim običajima. Posljednji je poslanik Dubrovačke republike u Parizu. 
Bio je sin i učenik Luke Sorkočevića, dubrovačkog patricija, glazbenika i diplomata europskog ugleda. Od 1794. bio je član Velikog vijeća u Dubrovniku. 
Studirao je u Rimu, a od 1806. vodio je dubrovačko diplomatsko zastupstvo u Parizu. Zastupao je ideju o stvaranju posebne dubrovačke pokrajine s Bokom kotorskom u sklopu Austrije. Književni radovi su mu okupljeni u djelu "Fragmenti o političkoj i književnoj povijesti stare Dubrovačke republike i o slavenskom jeziku". Ostavio je i pet simfonija, nekoliko komornih djela. U "Četvrtoj sonati" za glasovir četveroručno (prva u hrvatskoj glazbenoj literaturi) pokušao je glazbi dati nacionalno obilježje.